# Смирновка (Лозовский район)
Смирновка (укр. Смирнівка) — село,
Смирновский сельский совет,
Лозовский район,
Харьковская область, Украина.
Код КОАТУУ — 6323986501. Население по переписи 2001 года составляет 996 (453/543 м/ж) человек.
Является административным центром Смирновского сельского совета, в который, кроме того, входит село
Веселое.

## Географическое положение
Село Смирновка находится на берегах реки Бритай,
выше по течению на расстоянии в 2 км расположено село Веселое,
ниже по течению на расстоянии в 3 км расположено село Шатовка.

## История
- Село основано в 1892 году.
- В начале 1905 года в Смирновке произошли крестьянские волнения.
- Советская власть установлена в селе в январе 1918 года.
- 226 жителей Смирновки воевали на фронтах Великой Отечественной войны, 143 из них погибли, 56 человек награждены орденами и медалями. В селе установлен памятник советским воинам, павшим в боях за освобождение Смирновки от немецко-фашистских захватчиков.
- В Советское время, на учете в трех первичных парторганизациях (ячейка основана в селе в 1924 году) состояла 96 коммунистов. Три первичные комсомольские организации (ячейка возникла в 1925 году) насчитывали в своих рядах 64 члена ВЛКСМ.

## Экономика
- Молочно-товарная ферма.
- Каменный карьер(с бывшей жд веткой до вокзала Герсованово)
- В советское время на территории посёлка располагался завод железобетонных изделий
- В советское время на территории посёлка располагался завод Аглопоритных изделий.
- На территории Смирновки находилась центральная усадьба колхоза «Прапор миру» и комплексная бригада этого хозяйства. За колхозом было закреплено 3399 га сельскохозяйственных угодий, из них пахотные земли занимали 2900 га. 37 передовиков колхозного производства правительство отметило орденами и медалями. В селе были размещены промышленные предприятия — Лозовский комбинат стройматериалов, авторембаза, асфальтобетонный завод, Лозовская ПМК, автоколонна № 4.

## Объекты социальной сферы
- В Смирновке есть одиннадцатилетняя школа, где 20 учителей обучают 247 учеников, клуб с залом на 250 мест, две библиотеки (их книжный фонд составляет 14 тыс. экземпляров). Действует амбулатория(ФАП), открыты детсад на 50 мест и ясли на 20 мест. Работают 4 магазина, 2 бара, 1 магазин стройматериалов, почтовое отделение.

## Достопримечательности
- Братская могила советских воинов и партизан. Похоронено 119 воинов.